# 11e étape du Tour d'Espagne 2013
La 11e étape du Tour d'Espagne 2013 s'est déroulée le mercredi 4 septembre 2013, autour de Tarazona sur une distance de 38,8 km sous la forme d'un contre-la-montre individuel remporté par le Suisse Fabian Cancellara.

## Résultats

### Classement de l'étape
| Classement de la 11e étape | Classement de la 11e étape | Classement de la 11e étape | Classement de la 11e étape | Classement de la 11e étape |
|                            | Coureur                    | Pays                       | Équipe                     | Temps                      |
| -------------------------- | -------------------------- | -------------------------- | -------------------------- | -------------------------- |
| 1er                        | Fabian Cancellara          | Suisse                     | RadioShack-Leopard         | en 51 min 0 s              |
| 2e                         | Tony Martin                | Allemagne                  | Omega Pharma-Quick Step    | + 37 s                     |
| 3e                         | Domenico Pozzovivo         | Italie                     | AG2R La Mondiale           | + 1 min 24 s               |
| 4e                         | Vincenzo Nibali            | Italie                     | Astana                     | + 1 min 25 s               |
| 5e                         | Dario Cataldo              | Italie                     | Sky                        | + 1 min 41 s               |
| 6e                         | Nicolas Roche              | Irlande                    | Saxo-Tinkoff               | + 1 min 48 s               |
| 7e                         | Alejandro Valverde         | Espagne                    | Movistar                   | + 1 min 52 s               |
| 8e                         | Jérôme Coppel              | France                     | Cofidis                    | + 1 min 52 s               |
| 9e                         | Janez Brajkovič            | Slovénie                   | Astana                     | + 1 min 53 s               |
| 10e                        | Samuel Sánchez             | Espagne                    | Euskaltel Euskadi          | + 2 min 13 s               |
| modifier                   |                            |                            |                            |                            |

### Points attribués
| Classement de l'étape | Classement de l'étape | Classement de l'étape | Classement de l'étape   | Classement de l'étape |
| --------------------- | --------------------- | --------------------- | ----------------------- | --------------------- |
|                       | Coureur               | Pays                  | Équipe                  | Point(s)              |
| 1er                   | Fabian Cancellara     | Suisse                | RadioShack-Leopard      | 25                    |
| 2e                    | Tony Martin           | Allemagne             | Omega Pharma-Quick Step | 20                    |
| 3e                    | Domenico Pozzovivo    | Italie                | AG2R La Mondiale        | 16                    |
| 4e                    | Vincenzo Nibali       | Italie                | Astana                  | 14                    |
| 5e                    | Dario Cataldo         | Italie                | Sky                     | 12                    |
| 6e                    | Nicolas Roche         | Irlande               | Saxo-Tinkoff            | 10                    |
| 7e                    | Alejandro Valverde    | Espagne               | Movistar                | 9                     |
| 8e                    | Jérôme Coppel         | France                | Cofidis                 | 8                     |
| 9e                    | Janez Brajkovič       | Slovénie              | Astana                  | 7                     |
| 10e                   | Samuel Sánchez        | Espagne               | Euskaltel Euskadi       | 6                     |
| 11e                   | Leopold König         | Tchéquie              | NetApp-Endura           | 5                     |
| 12e                   | Stef Clement          | Pays-Bas              | Belkin                  | 4                     |
| 13e                   | Luis León Sánchez     | Espagne               | Belkin                  | 3                     |
| 14e                   | Tanel Kangert         | Estonie               | Astana                  | 2                     |
| modifier              |                       |                       |                         |                       |

### Cols et côtes
| \| Alto del Moncayo (km 18) 3e catégorie \| Alto del Moncayo (km 18) 3e catégorie \| Alto del Moncayo (km 18) 3e catégorie \| Alto del Moncayo (km 18) 3e catégorie \| Alto del Moncayo (km 18) 3e catégorie \| \| ------------------------------------- \| ------------------------------------- \| ------------------------------------- \| ------------------------------------- \| ------------------------------------- \| \| \| Coureur \| Pays \| Équipe \| Point(s) \| \| 1er \| Domenico Pozzovivo \| Italie \| AG2R La Mondiale \| 3 \| \| 2e \| Fabian Cancellara \| Suisse \| RadioShack-Leopard \| 2 \| \| 3e \| Vincenzo Nibali \| Italie \| Katusha \| 1 \| \| modifier \| \| \| \| \| |                    |        |                    |          |
| Alto del Moncayo (km 18) 3e catégorie |                    |        |                    |          |
| | Coureur            | Pays   | Équipe             | Point(s) |
| 1er | Domenico Pozzovivo | Italie | AG2R La Mondiale   | 3        |
| 2e | Fabian Cancellara  | Suisse | RadioShack-Leopard | 2        |
| 3e | Vincenzo Nibali    | Italie | Katusha            | 1        |
| modifier |                    |        |                    |          |

## Classements à l'issue de l'étape

### Classement général
| Classement général | Classement général | Classement général | Classement général | Classement général  |
|                    | Coureur            | Pays               | Équipe             | Temps               |
| ------------------ | ------------------ | ------------------ | ------------------ | ------------------- |
| 1er                | Vincenzo Nibali    | Italie             | Astana             | en 41 h 22 min 22 s |
| 2e                 | Nicolas Roche      | Irlande            | Saxo-Tinkoff       | + 33 s              |
| 3e                 | Alejandro Valverde | Espagne            | Movistar           | + 46 s              |
| 4e                 | Christopher Horner | États-Unis         | RadioShack-Leopard | + 46 s              |
| 5e                 | Joaquim Rodríguez  | Espagne            | Katusha            | + 2 min 33 s        |
| 6e                 | Domenico Pozzovivo | Italie             | AG2R La Mondiale   | + 2 min 44 s        |
| 7e                 | Ivan Basso         | Italie             | Cannondale         | + 2 min 55 s        |
| 8e                 | Thibaut Pinot      | France             | FDJ.fr             | + 3 min 35 s        |
| 9e                 | Rafał Majka        | Pologne            | Saxo-Tinkoff       | + 3 min 46 s        |
| 10e                | Daniel Moreno      | Espagne            | Katusha            | + 3 min 56 s        |
| modifier           |                    |                    |                    |                     |

### Classement par points
| Classement par points | Classement par points | Classement par points | Classement par points | Classement par points |
| --------------------- | --------------------- | --------------------- | --------------------- | --------------------- |
|                       | Coureur               | Pays                  | Équipe                | Point(s)              |
| 1er                   | Daniel Moreno         | Espagne               | Katusha               | 97 points             |
| 2e                    | Alejandro Valverde    | Espagne               | Movistar              | 90 pts                |
| 3e                    | Nicolas Roche         | Irlande               | Saxo-Tinkoff          | 87 pts                |
| modifier              |                       |                       |                       |                       |

### Classement du meilleur grimpeur
| Classement du meilleur grimpeur | Classement du meilleur grimpeur | Classement du meilleur grimpeur | Classement du meilleur grimpeur | Classement du meilleur grimpeur |
| ------------------------------- | ------------------------------- | ------------------------------- | ------------------------------- | ------------------------------- |
|                                 | Coureur                         | Pays                            | Équipe                          | Point(s)                        |
| 1er                             | Christopher Horner              | États-Unis                      | RadioShack-Leopard              | 18 points                       |
| 2e                              | Nicolas Roche                   | Irlande                         | Saxo-Tinkoff                    | 15 pts                          |
| 3e                              | Leopold König                   | Tchéquie                        | NetApp-Endura                   | 12 pts                          |
| modifier                        |                                 |                                 |                                 |                                 |

### Classement du combiné
| Classement du combiné | Classement du combiné | Classement du combiné | Classement du combiné | Classement du combiné |
| --------------------- | --------------------- | --------------------- | --------------------- | --------------------- |
|                       | Coureur               | Pays                  | Équipe                | Point(s)              |
| 1er                   | Nicolas Roche         | Irlande               | Saxo-Tinkoff          | 7 points              |
| 2e                    | Christopher Horner    | États-Unis            | RadioShack-Leopard    | 11 pts                |
| 3e                    | Alejandro Valverde    | Espagne               | Movistar              | 13 pts                |
| modifier              |                       |                       |                       |                       |

### Classement par équipes
| Classement par équipes | Classement par équipes | Classement par équipes | Classement par équipes |
|                        | Équipe                 | Pays                   | Temps                  |
| ---------------------- | ---------------------- | ---------------------- | ---------------------- |
| 1re                    | Astana                 | Kazakhstan             | en 123 h 19 min 33 s   |
| 2e                     | Saxo-Tinkoff           | Danemark               | + 33 s                 |
| 3e                     | Movistar               | Espagne                | + 2 min 57 s           |
| modifier               |                        |                        |                        |

## Abandons
- Kevin De Weert (Omega Pharma-Quick Step) : abandon
- Matteo Montaguti (AG2R La Mondiale) : non-partant
- Iván Velasco (Caja Rural-Seguros RGA) : non-partant